# Liste der Monuments historiques in Les Alliés
Die Liste der Monuments historiques in Les Alliés führt die Monuments historiques in der französischen Gemeinde Les Alliés auf.

## Liste der Objekte
| Bezeichnung                    | Beschreibung                                                                            | Standort                     | Kennzeichnung | Schutzstatus | Datum | Bild |
| ------------------------------ | --------------------------------------------------------------------------------------- | ---------------------------- | ------------- | ------------ | ----- | ---- |
| Gemälde Christus in der Marter | Ölfarbe auf Leinwand, Holzrahmen, 17. Jahrhundert                                       | in der Kirche Ste-Foy (Lage) | PM25000010    | Classé       | 1975  |      |
| Retabel und Wandvertäfelung    | Holz, farbig gefasst und vergoldet, 18. Jahrhundert                                     | in der Kirche Ste-Foy (Lage) | PM25001792    | Inscrit      | 1975  |      |
| Vier Engelsskulpturen          | Holz, farbig gefasst und vergoldet, 18. Jahrhundert                                     | in der Kirche Ste-Foy (Lage) | PM25001793    | Inscrit      | 1975  |      |
| Zwei Reliquiare                | Holz, farbig gefasst und vergoldet, 18. Jahrhundert                                     | in der Kirche Ste-Foy (Lage) | PM25001794    | Inscrit      | 1975  |      |
| Zwei Reliquiare                | Holz, farbig gefasst und vergoldet, 18. und 19. Jahrhundert                             | in der Kirche Ste-Foy (Lage) | PM25001795    | Inscrit      | 1975  |      |
| Hauptaltar                     | Altartisch, Tabernakel und Retabel; Holz, farbig gefasst und vergoldet, 18. Jahrhundert | in der Kirche Ste-Foy (Lage) | PM25001796    | Inscrit      | 1976  |      |
| Sechs Altarleuchter            | Silber, 18. Jahrhundert                                                                 | in der Kirche Ste-Foy (Lage) | PM25001797    | Inscrit      | 1976  |      |